# أندرو غونزاليس
أندرو غونزاليس هو لغوي فلبيني، ولد في 29 فبراير 1940 في مانيلا في الفلبين، وتوفي في 29 يناير 2006 في داسماريناس في الفلبين بسبب السكري.